# Филип I фон Епщайн-Кьонигщайн
Филип I фон Епщайн-Кьонигщайн (на немски: Philipp I von Eppstein-Königstein; * сл. 1440/ок. 1460, Кьонигщайн; † между 28 ноември 1480 и 14 февруари 1481) е граф на Епщайн-Кьонигщайн и констабъл на Майнц.

## Произход
Той е син на господар Еберхард III фон Епщайн-Кьонигщайн (1425 – 1466) и съпругата му Анна фон Насау-Висбаден-Идщайн (1421 – 1465), дъщеря на граф Адолф II фон Насау-Висбаден-Идщайн († 1426) и маркграфиня Маргарета фон Баден († 1442).

## Фамилия
Първи брак: на 23 април 1469 г. с графиня Маргарета фон Вюртемберг (* ок. 1454, † 21 април 1470), дъщеря на граф Улрих V фон Вюртемберг и третата му съпруга принцеса Маргарета Савойска. Те нямат деца.
Втори брак: пр. 28 ноември 1473 г. с Луиза фон Марк (* ок. 1440/1454; † 1524), дъщеря на граф Луис/ Лудвиг I фон Марк-Рошфор († 1498) и Никол д'Аспремон († 1470). Те имат децата:
- Еберхард IV фон Епщайн-Кьонигщайн († 1535), от 1505 г. граф на Кьонигщайн и Диц, женен 1498 г. за Катарина фон Вайнсберг († 1538), универсален наследник е племенникът му Лудвиг цу Щолберг
- Филип († 1509), каноник в Майнц 1497
- Георг († 1527)
- Анна фон Епщайн-Кьонигщайн (1481 – 1538), омъжена на 24 август 1500 г. за граф Бото цу Щолберг (1467 – 1538)